# Adhémard Leclère
Adhémard Leclère, né le 12 mai 1853 à Alençon où il est mort le 16 mars 1917, est un homme politique, administrateur colonial, économiste, littérateur, poète et indianiste français.

## Biographie
Né dans un milieu de tradition républicaine anticléricale, il s’intéresse très tôt au socialisme. Il est d’abord ouvrier typographe, puis correcteur et enfin directeur d’imprimerie. Il adhère au parti socialiste, et participe à la fondation du journal ouvrier le Prolétaire dont il devient chef de rédaction. Il fonde le Typographe, la Typographie Française (devenu le journal officiel de toutes les chambres syndicales françaises du livre), la Justice du Var. Il collabore par ailleurs à la Justice, la Revue Scientifique, la Deutsche Revue ainsi qu'à d’autres revues étrangères.
En mai 1886, il est nommé résident de France au Cambodge, à Kampot jusqu’en 1890, puis à Kratié-Sambor de 1890 à 1894, ensuite à Kratié jusqu’en 1898 et enfin à Phnom-Penh où il est résident-maire de 1899 à 1903. En 1908, il est nommé inspecteur et conseiller à la résidence supérieure, poste qu'il occupe jusqu’en 1911.
Fondateur et vice-président de la Société d’ethnologie de Paris, il a rédigé de très nombreux ouvrages sur la langue, les mœurs, le droit, la religion et la culture du Cambodge. Il a collecté environ sept cents objets de la vie quotidienne cambodgienne complétés par des prises de vue documentaires. Cette collection est conservée et exposée au Musée des Beaux-Arts d'Alençon. Quant à ses écrits sur le Cambodge, ils sont conservés à la médiathèque d'Alençon.

## Publications

### Par Leclère
- Recherches sur la législation cambodgienne, 1890
- Recherches sur la législation criminelle et la procédure des Cambodgiens, 1894
- Les Fêtes religieuses bouddhiques chez les Cambodgiens, 1895
- Cambodge, contes et légendes, 1895
- Les Pnongs, 1898
- Recherches sur les origines brahmaniques des lois cambodgiennes, 1898
- Le Buddhisme au Cambodge, 1899
- Contes laotiens et contes cambodgiens, 1903
- La Musique de Francisque, 1903
- Insomnies, 1907
- Histoire du Cambodge, 1914
- Cambodge, fêtes civiles et religieuses, 1916
- La Commune d’Alençon, histoire de son administration municipale de Louis XI à la Révolution, 1914

Pour une bibliographie complète de l'auteur, y compris les liens vers 21 ouvrages numérisés, consulter sa page sur data.bnf.fr

### Sur la collection
- Le Cambodge d'Adhémard Leclère (1853-1917), collectif, Éditions de L'Étrave, 2009,  (ISBN 978-2-909599-96-0).
- Grégory Mikaelian, Un partageux au Cambodge : biographie d’Adhémard Leclère suivie de l’inventaire du Fonds Adhémard Leclère, Paris, Association Péninsule, Les Cahiers de Péninsule no 12, 2011, 474 p. Présentation de l'ouvrage sur le site de l'AEFEK

## Pour approfondir